# Хонатан Родрігес Менендес
Хонатан Родрігес Менендес (ісп. Jonathan Rodríguez Menéndez, нар. 9 липня 1991, Кангас-дель-Нарсеа), відомий як Хоні (ісп. Jony) — іспанський футболіст, лівий вінгер «Картахени».

## Ігрова кар'єра
Хонатан Родрігес Менендес (Хоні) народився 9 липня 1991 року в місті Кангас-дель-Нарсеа. Вихованець юнацьких команд футбольних клубів «Реал Ов'єдо» та академії «Барселони».
У дорослому футболі Хоні дебютував 2010 року виступами за команду клубу «Реал Ов'єдо» куди він повернувся після закінчення футбольної академії в Каталонії. За астурійців він провів один сезон, взявши участь в одному матчі чемпіонату, що не задовільняло його амбіції. 
Тож з 2011 по 2014 роки Хоні обрав команди «Марино де Луанко», «Хетафе Б», «Реал Авілес» та «Спортінг Б» (Хіхон) — задля набуття ігрової практики, а не просиджування на лаві запасних, навіть якщо це відомий клуб.
Своєю грою за другу хіхонську команду, Хоні привернув увагу представників тренерського штабу основного складу «Спортінга» (Хіхон), до складу якого приєднався в 2013 році. Відіграв за клуб з Хіхона наступні три сезони своєї ігрової кар'єри. Більшість часу, проведеного у складі портовиків астурійців він був основним гравцем команди.
А вже в 2016 році, лідера астурійців викупив амбітний катарський клан, власники андалузького клубу «Малага». Впродовж двох сезонів Хоні провів 30 матчів за новий клуб. Але з появою нового тренера, йому не вдалося пробитися до основи команди, тож на початку 2018 року він знову повернувся в «Спортінг» (Хіхон), уже як орендований гравець.
Період оренд продовжився і всезоні 2018-2019 років, його спрямували до Алави, Хоні появився у складі клубу «Алавес». Протягом сезону відіграв за баскський клуб 36 матчів в національному чемпіонаті, будучи гравцем основного складу.
2019 року перейшов до італійського «Лаціо». Мав регулярну ігрову практику у складі римської команду по факту сезону 2019/20. Утім на наступний сезон віддавався в оренду до «Осасуни», а згодом на початку 2022 року був орендований «Спортінгом» (Хіхон).
1 вересня 2023 року приєднався на умовах повноцінного контракту до «Картахени».

## Статистика виступів

### Статистика клубних виступів
Станом на 29 січня 2023 року
| Сезон                | Команда              | Чемпіонат            | Чемпіонат | Чемпіонат | Національний кубок | Національний кубок | Національний кубок | Континентальні кубки | Континентальні кубки | Континентальні кубки | Інші змагання | Інші змагання | Інші змагання | Усього | Усього |
| Сезон                | Команда              | Ліга                 | Ігор      | Голів     | Ліга               | Ігор               | Голів              | Ліга                 | Ігор                 | Голів                | Ліга          | Ігор          | Голів         | Ігор   | Голів  |
| -------------------- | -------------------- | -------------------- | --------- | --------- | ------------------ | ------------------ | ------------------ | -------------------- | -------------------- | -------------------- | ------------- | ------------- | ------------- | ------ | ------ |
| 2010–11              | «Реал Ов'єдо»        | СДБ                  | 1         | 0         | КІ                 | 0                  | 0                  | -                    | -                    | -                    | -             | -             | -             | 1      | 0      |
| 2011–12              | «Марино де Луанко»   | СДБ                  | 32        | 5         | КІ                 | 0                  | 0                  | -                    | -                    | -                    | -             | -             | -             | 32     | 5      |
| 2012-січ. 2013       | «Хетафе Б»           | СДБ                  | 8         | 1         | -                  | -                  | -                  | -                    | -                    | -                    | -             | -             | -             | 8      | 1      |
| лют.-черв. 2013      | «Реал Авілес»        | СДБ                  | 13        | 0         | -                  | -                  | -                  | -                    | -                    | -                    | -             | -             | -             | 13     | 0      |
| 2013–14              | «Спортінг Б»         | СДБ                  | 31        | 8         | -                  | -                  | -                  | -                    | -                    | -                    | -             | -             | -             | 31     | 8      |
| 2013–14              | «Спортінг» (Хіхон)   | СД                   | 5+2       | 2         | КІ                 | 0                  | 0                  | -                    | -                    | -                    | -             | -             | -             | 7      | 2      |
| 2014–15              | «Спортінг» (Хіхон)   | СД                   | 41        | 7         | КІ                 | 1                  | 1                  | -                    | -                    | -                    | -             | -             | -             | 42     | 8      |
| 2015–16              | «Спортінг» (Хіхон)   | ПД                   | 36        | 5         | КІ                 | 0                  | 0                  | -                    | -                    | -                    | -             | -             | -             | 36     | 5      |
| 2016–17              | «Малага»             | ПД                   | 24        | 2         | КІ                 | 2                  | 0                  | -                    | -                    | -                    | -             | -             | -             | 26     | 2      |
| серп.-груд. 2017     | «Малага»             | ПД                   | 5         | 0         | КІ                 | 2                  | 0                  | -                    | -                    | -                    | -             | -             | -             | 7      | 0      |
| Усього за «Малагу»   | Усього за «Малагу»   | Усього за «Малагу»   | 29        | 2         |                    | 4                  | 0                  |                      | -                    | -                    |               | -             | -             | 33     | 2      |
| січ.-черв. 2018      | «Спортінг» (Хіхон)   | СД                   | 21+2      | 5+1       | КІ                 | -                  | -                  | -                    | -                    | -                    | -             | -             | -             | 23     | 6      |
| 2018–19              | «Алавес»             | ПД                   | 36        | 4         | КІ                 | 1                  | 0                  | -                    | -                    | -                    | -             | -             | -             | 37     | 4      |
| 2019–20              | «Лаціо»              | A                    | 24        | 0         | КІ                 | 2                  | 0                  | ЛЄ                   | 6                    | 0                    | СІ            | 0             | 0             | 32     | 0      |
| 2020–21              | «Осасуна»            | ПД                   | 22        | 0         | КІ                 | 2                  | 0                  |                      | -                    | -                    |               | -             | -             | 24     | 0      |
| 2021-січ. 2022       | «Лаціо»              | A                    | 0         | 0         | КІ                 | 0                  | 0                  | ЛЄ                   | -                    | -                    | -             | -             | -             | 0      | 0      |
| Усього за «Лаціо»    | Усього за «Лаціо»    | Усього за «Лаціо»    | 24        | 0         |                    | 2                  | 0                  |                      | 6                    | 0                    |               | 0             | 0             | 32     | 0      |
| січ.-черв. 2022      | «Спортінг» (Хіхон)   | СД                   | 6         | 0         | КІ                 | -                  | -                  | -                    | -                    | -                    | -             | -             | -             | 6      | 0      |
| 2022–23              | «Спортінг» (Хіхон)   | СД                   | 13        | 1         | КІ                 | 1                  | 0                  | -                    | -                    | -                    | -             | -             | -             | 14     | 1      |
| Усього за «Спортінг» | Усього за «Спортінг» | Усього за «Спортінг» | 122+4     | 19+1      |                    | 2                  | 1                  |                      | -                    | -                    |               | -             | -             | 127    | 21     |
| Усього за кар'єру    | Усього за кар'єру    | Усього за кар'єру    | 322       | 40        |                    | 11                 | 1                  |                      | 6                    | 0                    |               | 0             | 0             | 339    | 41     |

## Титули і досягнення
- Володар Суперкубка Італії з футболу (1):

«Лаціо»: 2019